# Mutengene
Mutengene ist eine Kleinstadt und Chefferie 2. Grades in der Gemeinde Tiko am Golf von Guinea im Département Fako in der Region Sud-Ouest Kameruns. Laut Census von 2005 hatte der Ort 41.063 Einwohner.

## Geographie
Der Ort liegt an der in Ost-West-Richtung verlaufende Nationalstrasse 3 sechs Kilometer westlich des Stadtzentrums der Gemeindehauptstadt Tiko, die im weiteren Verlauf ostwärts bis Douala verläuft. Weiter westlich liegt Limbé. Gleichzeitig ist der Ort der südliche Startpunkt der Nationalstrasse 8, die von hier aus nördlich über Buea und Kumba 229 Kilometer bis Bachou Akagbe verläuft.

## Gesundheitswesen
Das 2007 gegründete Hôpital baptiste de Mutengene verfügt über 160 Betten und unterliegt den Gesundheitsdiensten der Baptist Convention of Cameroon.

## Bildung
Die Stadt verfügt über eine zweisprachige weiterführende Oberschule und beherbergt außerdem das Police Training and Enforcement Center (CIAP).

## Bevölkerung
Die Bevölkerungsentwicklung der Stadt:
| Jahr          | Einwohner |
| ------------- | --------- |
| 1976 (Zensus) | 6.891     |
| 1987 (Zensus) | 15.756    |
| 2005 (Zensus) | 41.063    |

## Religion
Die katholischen Pfarreien All Saints und Saint Francis unterstehen dem Dekanat Tiko des Bistums Buéa.